# Soleichthys siammakuti
Soleichthys siammakuti is een straalvinnige vissensoort uit de familie van eigenlijke tongen (Soleidae). De wetenschappelijke naam van de soort is voor het eerst geldig gepubliceerd in 1975 door Wongratana.